# Pyrrosia hastata
Pyrrosia hastata là một loài thực vật có mạch trong họ Polypodiaceae. Loài này được (Thunb.) Ching miêu tả khoa học đầu tiên năm 1935.

## Hình ảnh

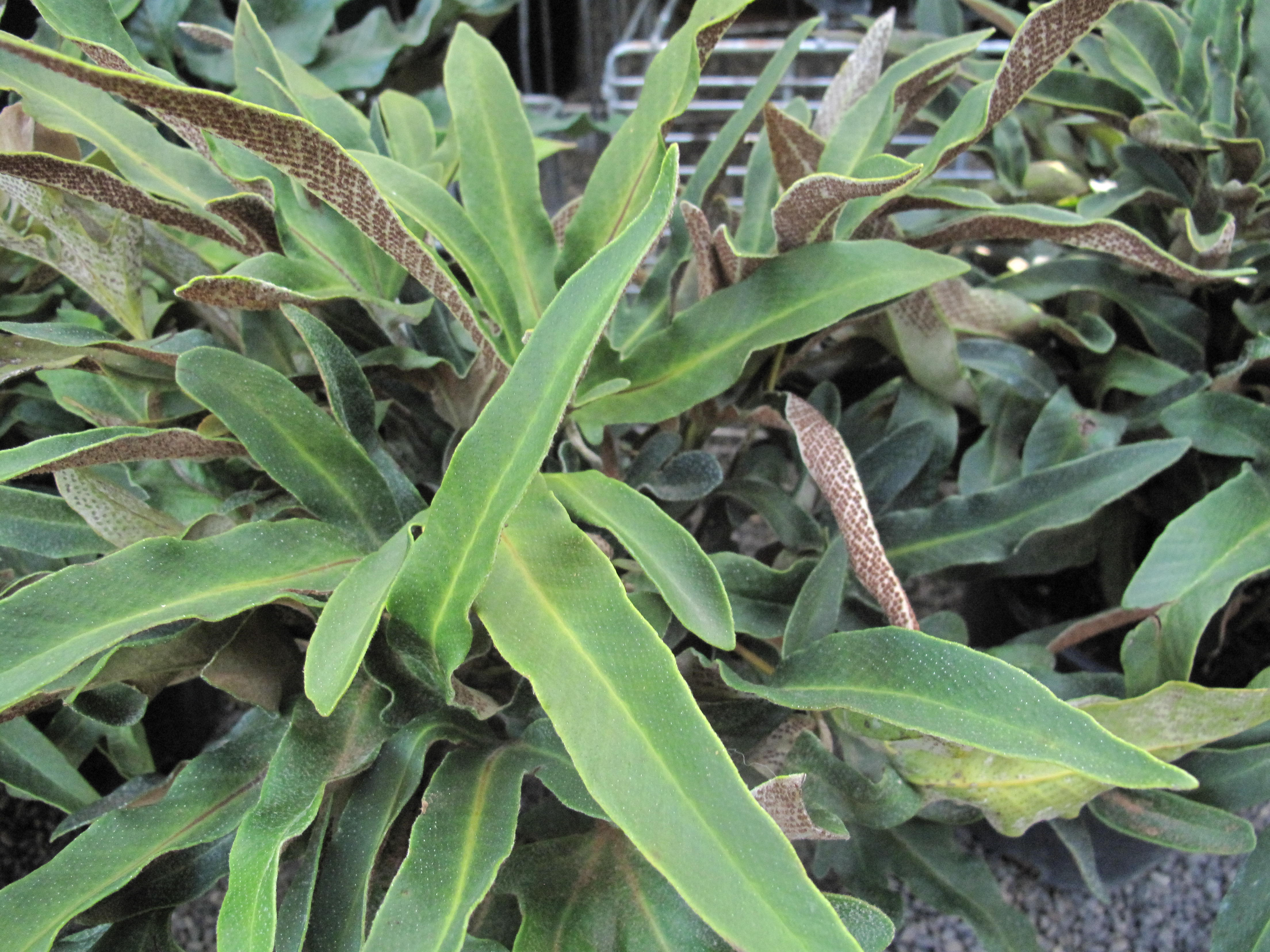